# Jägerskreuz

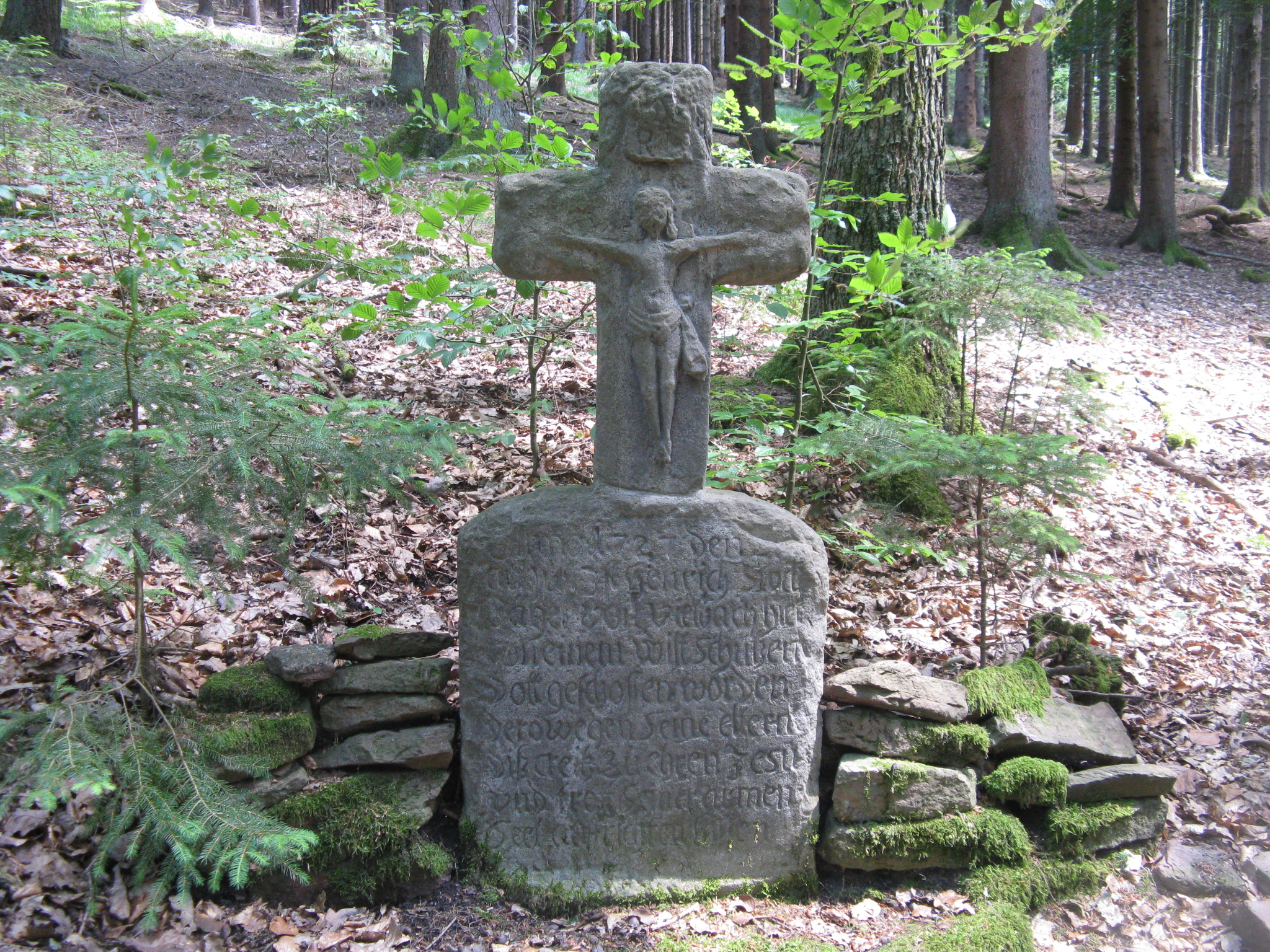
Jägerskreuz

Das Jägerskreuz in Bad Orb, einer Kurstadt im Main-Kinzig-Kreis in Hessen, wurde 1727 errichtet. Das Kruzifix südlich des Pfarrküppels ist ein geschütztes Kulturdenkmal.
Das lateinische Kreuz aus Sandstein auf rechteckiger Sockelplatte mit abgerundeten Schultern erinnert an den Tod des Jägers Heinrich Stock aus Villbach, der hier am 2. August 1727 von einem Wilderer erschossen wurde. Das Kreuz mit Inschrift auf dem Sockel wurde von den Eltern des Getöteten gestiftet.
Die Inschrift lautet:
 Anno 1727 den […]

 august ist Henrich Stock

 Jäger von Vielbach hie

 von einem wiltschützen

 Dott geschoſſen worden

 Derowegen Seine eltern

 Diß creitz zu ehren Jesu

 und trost seiner armen

 Seel aufrichten laſſen.